# Karel Zelenka
Pour les articles homonymes, voir Zelenka.
Karel Zelenka (né le 31 mars 1983 à Louny en République tchèque) est un patineur artistique italien. Il a été cinq fois champion d'Italie de 2003 à 2007.

## Biographie

### Carrière sportive

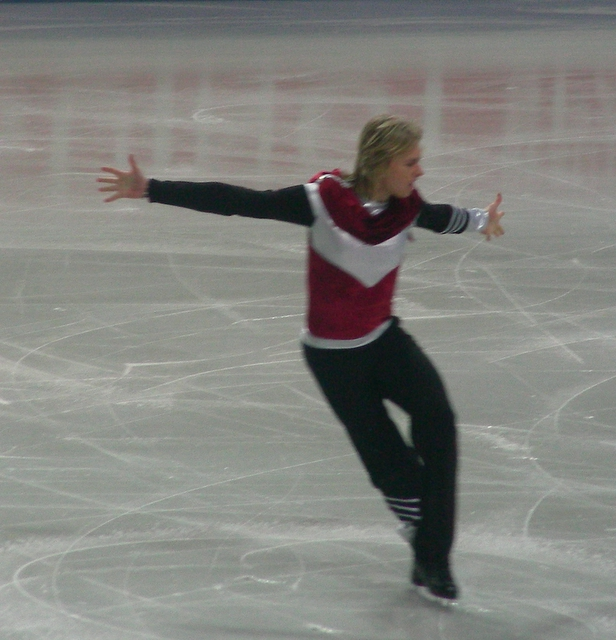
Karel Zelenka en 2007

Karel Zelenka est né en Tchécoslovaquie en 1983 avant que sa famille émigre pour travailler en Italie alors qu'il n'avait que six ans. Son père, Karel Zelenka senior, est un ancien patineur de l'équipe nationale tchécoslovaque, et est l'entraîneur de son fils depuis que celui-ci a commencé le patinage à l'âge de quatre ans.
Depuis 1989, Karel Zelenka vit à Milan en Lombardie et a reçu la nationalité italienne en janvier 2006, un mois avant sa participation aux jeux olympiques d'hiver de février 2006 à Turin où il a pris la vingt-cinquième place.
Karel a dominé le patinage artistique masculin italien en obtenant cinq fois le titre national entre 2003 et 2007. En 2008, le franco-italien Samuel Contesti stoppe sa suprématie nationale.
Ses meilleurs résultats sur la scène internationale ont été une 7e place aux championnats d'Europe de janvier 2007 à Varsovie et une 16e place aux championnats du monde de mars 2008 à Göteborg.
En août 2010, Karel Zelenka annonce qu'il arrête le patinage amateur.

## Musiques
- Saison 2004-2005 :

Programme court : Elements (Frank Nimsgren)
Programme libre : Lord of the Dance (Ronan Hardiman)
Exhibitions : Played a Live (Safri Duo).
- Saison 2005-2006 :

Programme court : Roméo et Juliette
Programme libre : BO d'Alexandre (Vangelis)
Exhibitions : Played a Live (Safri Duo).
- Saison 2006-2007 :

Programme court : Blues for Klook (Eddy Louiss)
Programme libre : BO d'Alexandre (Vangelis)
Exhibitions : Played a Live (Safri Duo).
- Saison 2007-2008 :

Programme court : Blues for Klook (Eddy Louiss)
Programme libre : BO de The Truman Show' (Burkhard Dallwitz et Philip Glass) 
Exhibitions : BO de Le Roi Arthur.
- Saison 2008-2009 :

Programme court : Nut Rocker (B. Bumble and the Stingers)
Programme libre : Medley du spectacle de danse Burn the Floor (Cheek to Cheek, Let Yourself Go, Top Hat, White Tie and Tails).
- Saison 2009-2010 :

Programme court : Blues for Klook (Eddy Louiss)
Programme libre : Medley du spectacle de danse Burn the Floor (Cheek to Cheek, Let Yourself Go, Top Hat, White Tie and Tails).

## Palmarès
| Compétition                   | 1999    | 2000    | 2001    | 2002    | 2003    | 2004    | 2005    | 2006    | 2007    | 2008    | 2009    | 2010    |  |  |
| Jeux olympiques d'hiver       |         |         |         |         |         |         |         | 25e     |         |         |         |         |  |  |
| Championnats du monde         |         |         |         |         | 25e     |         | 20e     | 25e     | 17e     | 16e     |         |         |  |  |
| Championnats d’Europe         |         |         |         |         | 19e     | 16e     | F       | 19e     | 7e      | 15e     |         | 23e     |  |  |
| Championnats d'Italie         |         | 2e      | 2e      | 2e      | 1er     | 1er     | 1er     | 1er     | 1er     | 2e      | F       | 3e      |  |  |
| Championnats du monde juniors | 20e     | 19e     | 8e      |         |         |         |         |         |         |         |         |         |  |  |
|                               |         |         |         |         |         |         |         |         |         |         |         |         |  |  |
| Grand Prix ISU                | 1998/99 | 1999/00 | 2000/01 | 2001/02 | 2002/03 | 2003/04 | 2004/05 | 2005/06 | 2006/07 | 2007/08 | 2008/09 | 2009/10 |  |  |
| Skate America                 |         |         |         |         |         |         |         |         | 10e     | 12e     |         |         |  |  |
| Skate Canada                  |         |         |         |         |         |         |         | 10e     |         |         |         |         |  |  |
| Coupe de Chine                |         |         |         |         |         |         |         |         |         | 6e      |         |         |  |  |
| Légende : F= Forfait          |         |         |         |         |         |         |         |         |         |         |         |         |  |  |